# 桀
桀，姒姓，夏后氏，名履癸，又稱夏桀，中國夏朝第十七任君主，亦是最後一任君主。發之子。

## 生平
桀身體強壯，能夠赤手空拳搏虎豹。后世的文獻將他描述成一個昏君：他寵信王后妺喜，對政事不聞不問之餘，還大量殘殺忠良，以炮烙殺大臣關龍逢。《通鑑外紀》記載：“桀作瑤台，罷民力，殫民財。為酒池糟堤，縱靡靡之樂，一鼓而牛飲者三千人。”結果商汤起兵，〈湯誓〉說：“有夏多罪，天命殛之”，於是桀逃到鳴條（今山西安邑）；在鸣条之战，桀戰敗，夏朝就此滅亡。之後，他被流放至南巢（今安徽省巢湖市）。桀哀叹說：“孤悔不遂殺湯於夏台使至此。”不久病死，後世有「殷鉴不远，在夏后之世」的說法。
後來，桀与商紂王、周幽王視為昏君的代名詞。

## 后代
《史记》记载匈奴是桀的儿子淳维北逃所建，「匈奴，其先祖夏后氏之苗裔也，曰淳维。」